# Slamfisk
Slamfisk (Phractolaemus ansorgii) är en fiskart som beskrevs av Boulenger, 1901. Slamfisk är ensam i släktet Phractolaemus och även i familjen Phractolaemidae. Enligt Davis et al. (2013) bör arten ingå i familjen Kneriidae.
IUCN kategoriserar arten globalt som livskraftig. Inga underarter finns listade i Catalogue of Life.